# Pfarrerblock
Le Pfarrerblock ou Priesterblock désigne les baraques du camp de concentration de Dachau, dans lesquelles étaient emprisonnés des ecclésiastiques de différentes confessions et nationalités, mais pour la plupart catholiques ou polonais.

## Histoire
Au début du Troisième Reich, seuls quelques prêtres allemands sont admis au camp, et seulement pour une courte période. Après l'Anschluss en mars 1938, les SS transfèrent 14 prêtres autrichiens dans le camp. Comme pour tous les blocs de prisonniers du camp de Dachau, le bloc des prêtres est une caserne en bois d'une superficie de 100 × 10 mètres. Une caserne est similaire à celle de l'Empire allemand et dispose de quatre chambres. Celles-ci sont divisées en quatre cellules et une salle de séjour. Une salle de bains et une salle de toilettes sont disponibles pour deux chambres chacune. Chaque chambre est meublée pour 52 prisonniers. Le Pfarrerblock se compose plus tard de trois blocs attenants : Blocs 26, 28 et 30. Les autres prisonniers ne sont pas autorisés à entrer dans le Pfarrerblock.
Avec le début de la Seconde Guerre mondiale, les nazis prennent des mesures contre le clergé, en particulier dans la Pologne catholique occupée. Le Vatican et les évêques catholiques allemands interviennent vite en raison des conditions de détention du clergé catholique. Les nazis font alors des concessions.
Ainsi, vers fin 1940, les SS commencent à transférer tout le clergé, quelle que soit la confession, des camps de concentration au camp de Dachau. Alors que le groupe de prêtres catholiques prisonniers reçoit le soutien de sa hiérarchie, le clergé protestant emprisonné, qui appartient principalement à l'Église confessante, n'a pas de soutien de ce genre. Dans l'Église protestante en Allemagne, il n'y a pas de position commune de toutes les églises et branches régionales envers le nazisme.
En janvier 1941, une chapelle est érigée pour le clergé dans le bloc 26, salle 4, par ordre de Heinrich Himmler. À partir du 22 janvier, le clergé peut y prier tous les jours. Un garde SS est toujours présent pour la surveillance. L'autel est une petite table recouverte de draps. Il y a un petit gobelet et un ostensoir en bois, plus tard un bel ostensoir fait maison en tôle. Les cadeaux des représentants de l'église extérieure arrivent plus tard. Le franciscain Thaddäus Brunke écrit des partitions et des textes de grand format pour le chant grégorien lors des offices religieux, qui sont utilisés jusqu'à la libération du camp.
Les prêtres sont chargés de déneiger en hiver. Avec des chaussures en bois, ils conduisent des brouettes avec de la neige ou la portent sur des planches vers des terrains du camp. En mars, les SS en déploient beaucoup sur la plantation, à Freiland II.
Fin mars 1941, ils sont rappelés par les Arbeitskommandos et assignés à la distribution quotidienne de la nourriture dans le camp. Les SS séparent les blocs par des clôtures métalliques, les prisonniers religieux ne sont pas autorisés à entrer en contact avec les autres prisonniers.
À partir du 11 avril 1941, tous les ecclésiastiques reçoivent une plus grande ration de pain et d'autres avantages, par exemple un quart de litre de cacao, un quart de litre de vin et un huitième de litre de bière. Les privilèges alimentaires sont financés par le Vatican. Les prêtres sont pesés une fois par semaine et ont un bain deux fois par semaine. Les SS leur permettent un « repos au lit » pendant une heure le matin et une heure l'après-midi. Ces avantages suscitent des jalousies. Les troupes SS veillent désormais à ce que le clergé ne boive sa bière ou n'organise le service que lorsqu'ils sont présents, et le plus rapidement possible. Les ecclésiastiques sont aussi accusés d'être timides au travail. En septembre 1941, ces faveurs s'arrêtent. Désormais, les SS n'accordent les privilèges restants qu'aux ecclésiastiques allemands et autrichiens.
Le 15 septembre 1941, le clergé allemand et autrichien est logé dans le bloc 26 qui est maintenant clôturé. Les SS ordonnent que les fenêtres de la chapelle soient peintes en blanc pour que les prisonniers n'aient plus de vue et que le ressentiment soit réduit. Le clergé étranger au Troisième Reich est rassemblé dans les deux blocs 28 et 30, qui sont bientôt surpeuplés. Les SS réaffectent ces deux blocs de pasteurs à l'égal du camp en démantelant les clôtures et en supprimant les privilèges. Comme d'autres prisonniers, ces nombreux ecclésiastiques ne sont pas autorisés à entrer dans la chapelle du bloc 26.
En raison des privilèges antérieurs, le clergé catholique polonais se trouve maintenant exposé au ressentiment des autres prisonniers et se sent de plus en plus humilié. Ils sont sous la supervision du kapo Rudolf Hentschel et travaillent dans des conditions sévères. Le taux de mortalité du clergé polonais augmente et beaucoup sont déportés au centre d'euthanasie de Hartheim comme invalides et tués là-bas. Comme ils travaillent dans des conditions différentes, ils sont étiquetés comme timides au travail, considérés comme des mangeurs inutiles et de plus en plus sélectionnés pour des séries de tests médicaux. Pendant Pâques 1942, ils subissent pendant quelques jours pendant la semaine sainte en raison de petites choses causées le harcèlement des SS. Il leur est interdit de faire les courses à la cantine. On trouve auprès du Polonais Stanisław Wierzbowski une forte somme d'argent, il est condamné à 25 coups et 42 jours de détention et meurt des suites des mauvais traitements.
En avril 1942, la discrimination contre le clergé polonais et lituanien par rapport au reste du clergé s'intensifie. Désormais, d'autres ecclésiastiques sont autorisés à visiter à nouveau la chapelle, dans le bloc 26 avec le clergé allemand et autrichien. Cependant, le grand nombre des Polonais n’est pas autorisé à le faire. Au lieu de cela, ils sont affectés dans des Arbeitskommandos normaux. Au total, près de la moitié du clergé polonais emprisonné meurt.
Un revirement intervient fin 1942, lorsque la restriction relative aux colis est levée. Les prêtres, en particulier polonais, ont  plus de colis que les autres parce que leurs paroisses leur en ont également donnés. Des rangées de suppliants se forment devant les blocs des pasteurs, dont beaucoup sont des prisonniers russes qui n'ont jamais reçu de colis de chez eux. Grâce au commerce de troc, les ecclésiastiques polonais peuvent avoir de meilleures conditions de travail.

## Bilan
Un total de 2 720 membres du clergé sont emprisonnés au cours des douze années ; 132 sont transférés vers d'autres camps ou évacués, 314 sont relâchés, 1 034 sont morts dans le camp. Le dimanche 29 avril 1945, le camp de Dachau est libéré, 1 240 membres du clergé sont parmi les prisonniers.
Clergé par nationalité (nombre de décès entre parenthèses) :
- 1 780 Polonais (868), 4 transférés/évacués, 78 relâchés, 830 libérés ;
- 447 Allemands et Autrichiens (94), 100 transférés/évacués, 208 relâchés, 45 libérés;
- 156 Français (10), 4 transférés/évacués, 5 relâchés, 137 libérés;
- 109 Tchécoslovaques (24), 10 transférés/évacués, 1 relâchés, 74 libérés;
- 63 Hollandais (17), 0 transféré/évacué, 10 relâchés, 36 libérés;
- 50 Yougoslaves (4), 6 transférés/évacués, 2 relâchés, 38 libérés;
- 46 Belges (9), 3 transférés/évacués, 1 relâché, 33 libérés;
- 28 Italiens (1), 1 transféré/évacué, 0 relâché, 26 libérés;
- 16 Luxembourgeois (6), 0 transféré/évacué, 2 relâchés, 8 libérés;
- Autres : 5 Danois, 2 Albanais, 2 Britanniques, 2 Grecs, 3 Lituaniens, 1 Norvégien, 1 Roumain, 1 Espagnol, 2 Suisses, 3 Hongrois, 3 sans nationalité connue.

Répartition par religion :
- 2 579 catholiques
- 109 protestants
- 22 grecs-orthodoxes
- 8 vieux-catholiques
- 2 musulmans

## Liste Mangold-Thoma
Le prêtre franciscain Petrus Mangold (mort en 1942 à Dachau), avec le pasteur Emil Thoma d'Eppingen, a dressé une liste de tous les religieux catholiques et protestants connus d'eux comme prisonniers des camps de concentration de Dachau jusqu'au 3 mai 1942. Elle put être amenée à l'extérieur du camp de concentration de Dachau par courrier. Les rapports et listes sont remises à l'enseignante Mathilde Meny, qui transfère les droits d'auteur au pasteur et ancien codétenu Eugen Weiler. En collaboration avec Georg Schelling, Richard Schneider et Anton Bornefeld, elle est publiée en 1971 dans Die Geistlichen in Dachau sowie in anderen Konzentrationslagern und Gefängnissen, Nachlaß von Pfarrer Emil Thoma.

## Prisonniers

### Protestants
A
- Helmut Augustin

B
- Ernst Berendt
- Peter Brunner
- Hans Buttler

D
- Gustav Dittmer

F
- Aleksander Falzmann
- Edmund Friszke

G
- Walter Gabriel
- Ernst Gallin
- Heinrich Grüber

H
- Fritz Hoffmann

K
- Walter Kaiser

N
- Martin Niemöller
- Wolfgang Niederstraßer

R
- Christian Reger
- Christian Reyer
- Paul Richter

S
- Erich Schiefelbein
- Heinrich Schmitz
- Werner Sylten

T
- Bruno Theek
- Horst Thurmann

W
- Kurt Walter
- Ernst Wilm
- Klaas Tjarks Wiltfang

Z
- Friedrich Zippel

### Catholiques
A
- Korbinian Aigner
- Josef Albinger
- Aloïs Andritzki
- Leopold Arthofer
- Theodor Averberg
- Josef Averesch

B
- Werner Barkholt
- Ludwig Bauer]
- August Benninghaus
- Josef Beran
- Hubert Berger
- Jean Bernard
- Franz Boehm
- Anton Bornefeld
- Agnello van den Bosch
- Titus Brandsma
- Hans Brantzen
- Theo Brasse
- Thaddäus Brunke
- Stanislaw Bukowy
- Johannes Burkhart

C
- Wilhelm Caroli
- Franz Clément
- Leo de Connick
- Jozef Czudek
- Julian Czyzycki

D
- Franz Dabeck
- Kurt Dehne
- Kazimierz Dembowski
- Victor Dillard
- Alfons Duschak

E
- Albert Eise
- Gottfried Engels

F
- Stanislaw Felczak
- Heinrich Feurstein
- Johannes Flintrop
- Heinrich Fresenborg
- Reinhold Friedrichs
- August Froehlich

G
- Jan Ysbrands Galama
- Alkuin Hubert Gassmann
- Anton Gebert
- Suitbert Gilz
- Giuseppe Girotti
- Bronislaw Gladysz
- Franz Goldschmitt
- Max Graf
- Alois Paul Grafenberger
- Johann Gruber
- Otto Günnewich

H
- Kurt Habich
- Christoph Hackethal
- Georg Häfner
- Theodor Hartz
- Oswald Haug
- Bernhard Heinzmann
- Josef Helmus
- Friedrich Hemmer
- Richard Henkes
- Heinrich Hennen
- Franz Sales Heß
- Gerhard Hirschfelder
- Michael Höck
- Bedřich Hoffman
- Karl Hoffmann
- Jean-Gabriel Hondet
- Franz Hrastelli
- Bernhard Hürfeld

J
- Nikolaus Jansen
- Konrad Just

K
- Hermann Kagerer
- Franciszek Kaluza
- Friedrich Karas
- Fritz Keller
- Josef Kentenich
- Bernhard Ketzlick
- Emil Kiesel
- Peter Klimek
- Johannes Klumpe
- Josef Knichel
- Heinrich König
- Heinrich Kötter
- Otto Kohler
- Stanislav Komar
- Michał Kozal
- Adam Kozłowiecki
- Anton Krähenheide
- Karl Kunkel
- Anton Kutej

L
- Carl Lampert
- Alois Langhans
- Karl Leisner
- Johannes Maria Lenz
- Josef Lenzel
- Joseph Lodde
- Raymund Lohausen

M
- Karl Maierhofer
- Jerzy Majewski
- Michal Malinowski
- Petrus Karl Mangold
- Albert Maring
- Elpidius Markötter
- Max Mayer
- Matthias Mertens
- Josef Meyer
- Johann Morell
- Emil Muhler
- Maurus Münch
- Jerzy Musial

N
- Johannes Neuhäusler
- Josef Neunzig
- Otto Neururer
- Berthold Niedermoser

O
- Wilhelm Oberhaus
- Heinrich Oenning
- Franz Ohnmacht

P
- Anastazy Jakub Pankiewicz
- Friedrich Karl Petersen
- Hugo Pfeil
- Otto Pies
- Gabriel Piguet
- Stanislaw Podolenski
- Bernhard Poether
- Robert Pruszkowski
- Roman Przystas

R
- Robert Regout
- Engelbert Rehling
- Josef Reukes
- Hermann Richarz
- Franz Riepe
- Andreas Rieser
- Michel Riquet
- Augustin Rösch
- Martin Rohrmeier
- Leonhard Roth
- Johannes Rothe
- Heinrich Rupieper

S
- Johann Nepomuk Sanda
- Wilhelm Schamoni
- Hermann Scheipers
- Georg Schelling
- Laurenz Schmedding
- Richard Schneider
- Heinrich Schniers
- Aloys Scholze
- Benno Scholze
- Johann Schroffner
- Johannes Schulz
- Franz Karl Schulze Hessing
- Emil Schumann
- Gregor Schwake
- Josef Sebela
- Fritz Seitz
- Erich Selzle
- Matthias Semeliker
- Stanislaw Sewillo
- Czeslaw Seybuk
- Alois Sindler
- Johannes Sonnenschein
- Hermann Stammschröer
- Josef Stangl
- Gottlieb Stasek
- Johann Steinbock
- Josef Steinkelderer
- Joseph Benedikt Stoffels
- Gerhard Storm
- Heinrich Summereder
- Ottokar Švec
- Stefan Szakola
- Bolesaw Szopinski
- Wladyslaw Szulc

T
- Leo Taczak
- Alois Theissen
- Josef Theulings
- Emil Thoma
- Konrad Trageser
- Štěpán Trochta

U
- Karl Ulitzka
- Engelmar Unzeitig

V
- Hermann Joseph Vell
- Arnošt Vykoukal

W
- Albrecht Friedrich Wagner
- Nicolas Antonius Wampach
- Leon Waszkielis
- Karl Weiß
- Wilhelm Weber
- Eugen Weiler
- Franz Weinmann
- Bernhard Wensch
- August Wessing
- Bronislaw Wielgotz

Z
- Jan Zajac
- Eugeniusz Zelezniak
- Jakob Anton Ziegler
- Johannes Zietsch
- Josef Zilliken
- Johannes Zimmermann
- Heinrich Zwaans

## Commémoration
En 2017, l'archidiocèse de Munich et Freising introduit une journée de commémoration pour les « bienheureux martyrs de Dachau ». Elle est célébrée le 12 juin.